# Тиранче мишана
Тиранче мишана (Zimmerius villarejoi) е вид птица от семейство Tyrannidae. Видът е световно застрашен, със статут Уязвим.

## Разпространение
Видът е разпространен в Перу.